# Lac Mouriscot
Le lac Mouriscot est un espace naturel du réseau Natura 2000 qui s’étend sur les communes de Biarritz et Bidart, dans le département des Pyrénées-Atlantiques en région Nouvelle-Aquitaine.

## Géographie
Le lac est situé principalement sur la commune de Biarritz, dans le quartier de la gare de Biarritz, et sur celle de Bidart, où se trouve son déversoir. Il est alimenté par le ruisseau de Hondarrague (ou Hondarague).
Le petit fleuve côtier de La Moulie ou Lamouligne (appelé également Lamoulaygue ou de Lamouley) conduit les eaux du lac à l’océan Atlantique sur près de 1 500 mètres jusqu’à la plage d’Ilbarritz (Bidart).
Le lac Mouriscot, d’origine triasique est un lac encaissé, entouré de pentes abruptes, couvertes de chênes, de hêtres et de pins, aux sous-bois denses.

## Environnement

### Réseau Natura 2000
Le lac est partiellement classé Natura 2000 par arrêté du 5 septembre 2006 sous l’appellation « site Natura 2000 lac de Mouriscot (zone spéciale de conservation FR 7200777) ». Le site dépend de la DREAL Aquitaine.
La zone protégée couvre, outre les eaux douces du lac lui-même pour 50 % de la surface protégée, des forêts d’arbres à feuilles caduques (25 %), des marais (13 %) ainsi que des landes et broussailles (12 %).

### Conservatoire du littoral
24,11 ha sont également protégés par le Conservatoire du littoral depuis 1997 et comprennent les 15 ha du lac, une partie des 10 ha des marais (8 ha) et des abords lacustres.
Le lac Marion, autre site protégé par le Conservatoire, se situe à quelque 700 mètres du lac Mouriscot.

### Faune et flore

#### Faune
Les espèces aviaires suivantes ont été observées : le Grèbe huppé (Podiceps cristatus), la Foulque macroule (Fulica atra), le canard souchet (Anas clypeata), le cormoran et le Héron cendré (Ardea chinera), auxquels s’ajoutent quelques espèces océaniques.
Le lac accueille de nombreuses espèces de poissons d’eau douce tels que brochet, carpe commune (Cyprinus carpio), calicoba (Lepomis gibbosus), gardon (Rutilus rutilus), perche commune (Perca fluviatiles) et tanche (Tinca tinca).
Le réseau Natura 2000 reconnaît la protection sur le site du vison d'Europe (Mustela lutreola) et de la Cistude (Emys orbicularis), petite tortue d’eau.

#### Flore
Compte tenu de la diversité des milieux naturels, la flore présente aux alentours du lac présente un intérêt biologique élevé. Le compte-rendu de la sortie nature du 4 février 2012, organisée à l’occasion des journées mondiales des zones humides mentionne les habitats suivants : « lac naturel, marais à Cladium, tourbière, forêt alluviale, boisement ancien (pinède), lande atlantique à bruyère (bruyère ciliée) et molinie et lande sèche (bruyère cendrée et Ciste à feuilles de sauge) ». On trouve en particulier des taillis d’aulnes dans les zones marécageuses. Sur les parcelles tourbeuses poussent la laîche paniculée (Carex paniculata), des touffes d’osmonde royale (Osmunda regelais) et de marisque (Cladium mariscus), le millepertuis des marais (Hypericum exodes), le Mouron délicat (Anagallis tenailla), la myrte des marais (Myrica Gale), le jonc (Juncus sp), ainsi que deux espèces protégées, la Droséra intermédiaire (Drosera intermedia), et la Drosera à feuilles rondes (Drosera rotundifolia).
Dans les flaques d’eau stagnantes et permanentes règne le potamot (Potamogeton).
Dans les zones forestières sont représentés le chêne pédonculé (Quercus pedunculata) et le pin maritime (Pinus pinastre), avec des sous bois de chêne-liège (Quercus suber L.) et d’Arbousier commun (Arbutus unedo).
La lande sèche accueille également une espèce protégée au niveau national, quoique courante au Pays basque français, le grémil à rameaux étalés.

## Toponymie
Le lac Mouriscot s’est également nommé lac Bleu, lac de Hondarrague et lac du Bois de Boulogne.
Selon Monique et Francis Rousseau nombre d’auteurs affirment que la première dénomination Mouriscot apparaît vers 1611 « lorsque 40 000 Morisques traversèrent la Bidassoa au grand émoi des édiles luziens et bayonnais. Une ordonnance royale avait exigé leur embarquement pour l’Afrique du Nord ou leur replut au-delà de la Garonne. Certains éléments parmi ces migrants se seraient fixés autour de ce qui allait devenir le lac Mouriscot ».
Michel Fabre confirme cette interprétation. Il indique que des Morisques, expulsés d’Espagne en 1611, s’y étaient fixés, et avaient agencé un artisanat de poteries d’argile, utilisant la glaise locale de bonne qualité. Mouriscot vient de moura, « terre marécageuse », et de l’application du diminutif.
Hector Iglesias est plus circonspect et rappelle que le terme Mourisco est fréquent en Pays basque français.
Le chanoine Daranatz mentionne une métairie Mouriscot, relatée dans des minutes notariales datées de 1685, « située à Biarritz, conf du levant à la vigne de Pasco, du midy au lac de Herausta, du nord au verger de Hilline, et du couchant aux landes communales de Biarritz ». Iglesias en conclut que le lac Mouriscot s’est appelé Harausta au XVIIIe siècle.

### Odonymie
Anciennement chemin de Chabiague, le chemin de Mouriscot, à Biarritz, est créé en 1861.
La rue de Mouriscot débute allée Gabrielle-Dorziat et aboutit rue Chiquito-de-Cambo.
Il existait, jusqu’en 1967 et toujours sur Biarritz, un chemin du lac Mouriscot, partant de l'avenue du président John-Fitzgerald-Kennedy et finissant rue Chiquito-de-Cambo. Il a été renommé rue Philippe Veyrin en hommage à l’artiste peintre, historien et bascologue français.

## Histoire
Outre les hypothèses soulevées dans le paragraphe Toponymie, le lac a une histoire économique et touristique plus récente.
Au XIXe siècle, il était exploité par des pêcheurs, soit pour la pêche au filet ou pour des élevages de poissons d’eau douce (truites, perches ou carpes).
La fin de ce même siècle voit la construction de lieux de villégiature autour du lac tels le domaine de Françon (le château de Françon construit à partir de 1880 à la demande de John Pennington Mellor, un riche armateur, est un monument classé), la villa Mouriscot ou la villa Barbarenia.
Au début du XXe siècle, le lac est utilisé comme base pour les hydravions (1910) (en 1912, le syndicat d’initiative de Biarritz concéda à la Compagnie générale transaérienne le droit d’occuper un hangar à construire au bord du lac Mouriscot ainsi qu’un plan incliné pour la mise à l’eau des hydravions qu’il abritera) et au milieu du siècle (1956) une activité de ski nautique se développe, vite réglementée par la municipalité, devant les plaintes des pêcheurs et riverains.

## Aménagements
L’accès au public a été aménagé sur une partie du site, avec l’urbanisation d’une partie des berges et quelques activités nautiques (barque, pédalo).
La pêche y est autorisée sans permis et sans carte de pêche, avec la restriction d’être pratiquée uniquement depuis la berge à raison d’une canne par pêcheur.